# Тамвотер (Вашингтон)
Тамвотер (енгл. Tumwater) град је у америчкој савезној држави Вашингтон. По попису становништва из 2010. у њему је живело 17.371 становника.

## Демографија
Према попису становништва из 2010. у граду је живело 17.371 становника, што је 4.673 (36,8%) становника више него 2000. године.
| Група             | 2000.          | 2010.          |
| Белци             | 10.954 (86,3%) | 14.195 (81,7%) |
| Афроамериканци    | 176 (1,4%)     | 301 (1,7%)     |
| Азијати           | 495 (3,9%)     | 841 (4,8%)     |
| Хиспаноамериканци | 518 (4,1%)     | 1.069 (6,2%)   |
| Укупно            | 12.698         | 17.371         |